# Ringkorn

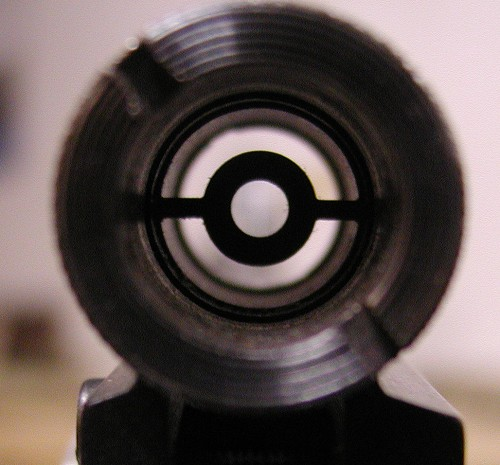
Ringkorn im Korntunnel

Verschiedene Arten von Ringkörnern

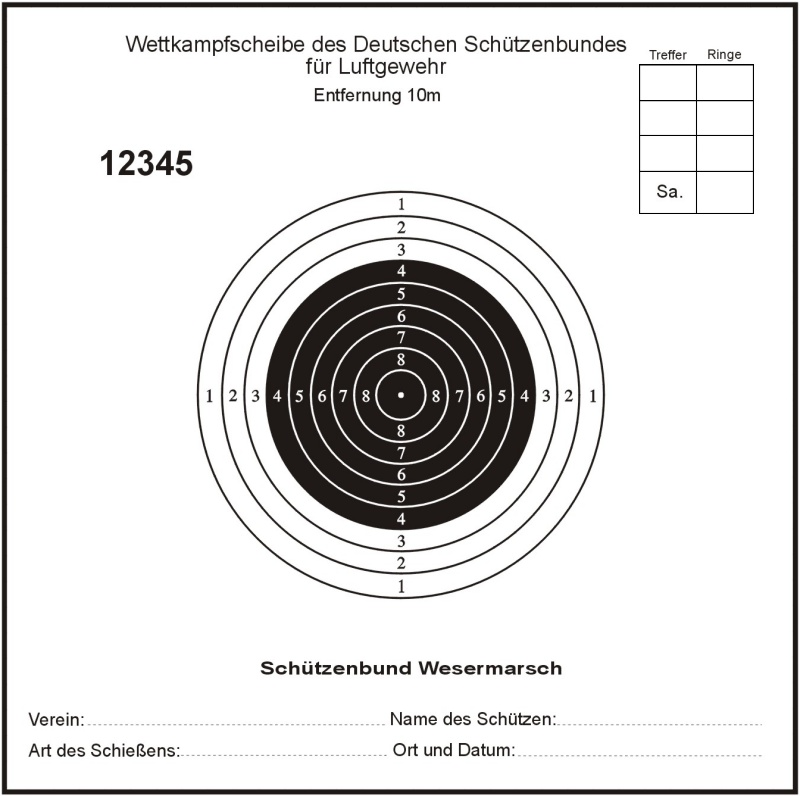
Die schwarzen Ringe werden in der Mitte des Ringkornes zentriert

Ein Ringkorn ist ein Teil der Zieleinrichtung bei Gewehren (Luftgewehr oder Kleinkalibergewehr) beim Sportschießen.
Ein Ringkorn befindet sich am vorderen Ende oben auf dem Lauf der Waffe innerhalb des sogenannten „Korntunnels“. Ein Ringkorn kann aus Glas, durchsichtigem Kunststoff oder aus Metall bestehen. In nebenstehender Abbildung wird ein Metall-Ringkorn gezeigt. In der Öffnung in der Mitte des Ringkornes zentriert der Schütze den Ringspiegel einer Schießscheibe. Im Ringkorn werden die schwarzen Ringe (hier die Ringe 4 bis 10) zentriert. Die Größe der Durchblicköffnung in der Mitte des Ringkornes kann mit unterschiedlichen Ringkörnern oder einem verstellbaren Ringkorn mit Irisblende variiert werden.
In Ringkörner darf bei Schützen bis zum 40. Lebensjahr keine Vergrößerung eingebaut sein. Ab dem 41. Lebensjahr darf eine Vergrößerung von 1,5fach zum Dioptrienausgleich verwendet werden (so genanntes „Adlerauge“) (DSB SpO 2025). Farbgläser als Einlage dürfen verwendet werden, um z. B. Dunst oder Reflexionen (können bei offenen Schießständen auftreten) auszufiltern.